# Ancienville
Ancienville är en kommun i departementet Aisne i regionen Hauts-de-France i norra Frankrike. Kommunen ligger  i kantonen Villers-Cotterêts som ligger i arrondissementet Soissons. År 2022 hade Ancienville 78 invånare.

## Befolkningsutveckling
Antalet invånare i kommunen Ancienville
Referens: INSEE